# Felipe-Solo-Halbinsel
Die Felipe-Solo-Halbinsel (spanisch Península Felipe Solo, in Argentinien Península Obligado) ist eine in südost-nordwestlicher Ausrichtung 19,8 km lange, 13,5 km breite und stark vergletscherte Halbinsel an der Graham-Küste des Grahamlands auf der Antarktischen Halbinsel. Sie trennt die Barilari-Bucht im Südwesten von der Bigo Bay im Nordosten und läuft im Kap García aus. Von den Biscoe-Inseln im Nordwesten trennt sie der Grandidier-Kanal.
Britische Wissenschaftler kartierten sie 1971. Chilenische benannten sie nach dem chilenischen Kartographen Felipe Solo de Zaldívar, der im Dezember 1834 die erste hydrographische Vermessung des Río Bueno in Chile vorgenommen hatte. Der Hintergrund der argentinischen Benennung ist nicht überliefert.